# 沙奈 (旺代省)
沙奈（法語：Chasnais，法語發音：[ʃanɛ]）是法国卢瓦尔河地区大区旺代省的一个市镇，属于丰特奈勒孔特区。

## 地理
沙奈（46°27'36"N, 1°13'47"W）面积10.77 平方千米，位于法国卢瓦尔河地区大区旺代省，该省份为法国西部沿海省份，北起大西洋卢瓦尔省和曼恩-卢瓦尔省，西临大西洋，南至滨海夏朗德省，东部及东南部与德塞夫勒省接壤。
与沙奈接壤的市镇（或旧市镇、城区）包括：拉布勒托尼耶尔-拉克莱、莱鲁、莱马尼勒雷尼耶、圣但尼迪派雷、特里艾兹。

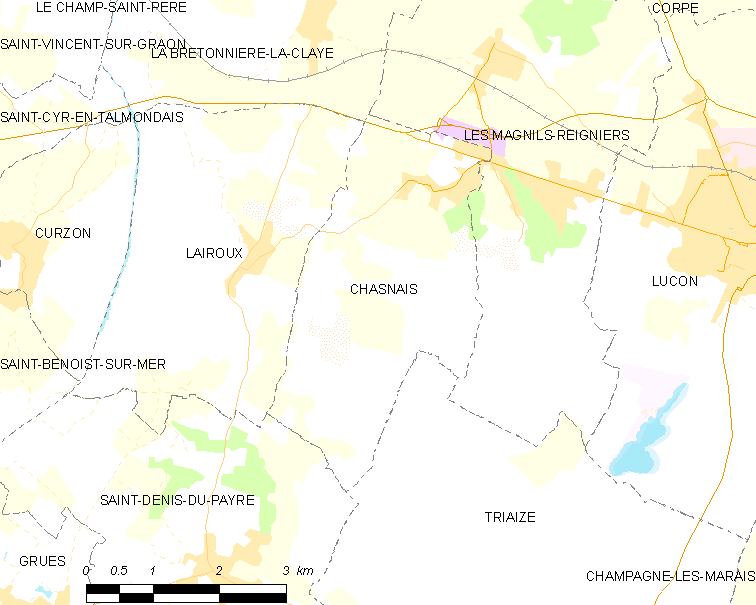
的OSM定位图

沙奈的时区为UTC+01:00、UTC+02:00（夏令时）。

## 行政
沙奈的邮政编码为85400，INSEE市镇编码为85058。

## 政治
沙奈所属的省级选区为吕松县。

## 人口

1962-2008年间人口变化图示

沙奈于2022年1月1日时的人口数量为792人。